# Experiment de Trouton-Rankine
L'experiment de Trouton-Rankine va ser un experiment dissenyat per mesurar si la contracció de Lorentz-FitzGerald d'un objecte segons un marc de referència (tal com es defineix per l'èter luminífer) produïa un efecte mesurable en el marc de referència en repòs de l'objecte, de manera que l'èter actués com un "marc de referència preferit". L'experiment va ser dut a terme per primera vegada per Frederick Thomas Trouton i Alexander Oliver Rankine el 1908.
El resultat de l'experiment va ser negatiu, la qual cosa està d'acord amb el principi de la relativitat (i per tant també amb la relativitat especial), segons el qual els observadors en repòs en un cert marc de referència inercial no poden mesurar el seu propi moviment de translació mitjançant instruments en repòs en el mateix marc. En conseqüència, la contracció de la longitud tampoc es pot mesurar per observadors en moviment comú. Vegeu també Proves de la relativitat especial.

## Descripció

En l'experiment de Trouton-Rankine, s'esperava que els canvis de longitud a causa de la contracció de Lorentz-FitzGerald provoquessin canvis detectables en el voltatge mesurat a través d'un pont de Wheatstone a mesura que es gira el circuit.

El famós experiment de Michelson-Morley de 1887 va demostrar que la teoria de l'èter, aleshores acceptada, necessitava ser modificada. FitzGerald i Lorentz, independentment l'un de l'altre, van proposar una contracció de la longitud de l'aparell experimental en la direcció del moviment (respecte a l'èter luminífer) que explicaria el resultat gairebé nul de l'experiment de Michelson-Morley. Els primers intents de mesurar algunes conseqüències d'aquesta contracció en el marc de referència del laboratori (el marc de referència inercial d'un observador que es mou conjuntament amb l'aparell experimental) es van fer en els experiments de Rayleigh i Brace (1902, 1904), tot i que el resultat va ser negatiu. Tanmateix, el 1908, les teories d'electrodinàmica vigents en aquell moment, la teoria de l'èter de Lorentz (ara substituïda) i la relativitat especial (ara generalment acceptada i sense èter), preveien que la contracció de Lorentz-FitzGerald no és mesurable en un marc de referència comòbil, perquè aquestes teories es basaven en la transformació de Lorentz.
Frederick Thomas Trouton (després de dur a terme l'experiment de Trouton-Noble el 1903), va fer els càlculs utilitzant la seva pròpia interpretació de l'electrodinàmica, calculant la contracció de la longitud segons la velocitat de l'aparell experimental en el marc d'èter, però calculant l'electrodinàmica aplicant les equacions de Maxwell i la llei d'Ohm en el marc de laboratori. Segons la visió de Trouton de l'electrodinàmica, els càlculs van predir un efecte mesurable de la contracció de la longitud en el marc del laboratori. Juntament amb Alexander Oliver Rankine, es va proposar verificar-ho el 1908 intentant mesurar el canvi de la resistència d'una bobina a mesura que canviava la seva orientació a la "velocitat de l'èter" (la velocitat del laboratori a través de l'èter luminífer). Això es va fer col·locant quatre bobines idèntiques en una configuració de pont de Wheatstone que els permetia mesurar amb precisió qualsevol canvi de resistència. A continuació, es va girar el circuit 90 graus sobre el seu eix mentre es mesurava la resistència. Com que la contracció de Lorentz-FitzGerald només és en la direcció del moviment, des del punt de vista del "referent d'èter", la longitud de les bobines depenia del seu angle respecte a la seva velocitat d'èter. Per tant, Trouton i Rankine creien que la resistència mesurada en el marc de repòs de l'experiment havia de canviar a mesura que es girava el dispositiu. No obstant això, les seves mesures acurades no van mostrar cap canvi detectable en la resistència.
Això va demostrar que si la contracció de Lorentz-FitzGerald existia, no era mesurable en el marc de repòs de l'objecte; només les teories que contenen la transformació completa de Lorentz, com la relativitat especial, encara són vàlides.